# Golfo do Maine

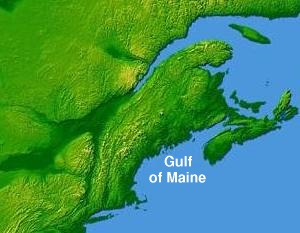
Golfo do Maine

O golfo do Maine (em inglês:  Gulf of Maine) é um grande golfo do Oceano Atlântico na costa nordeste da América do Norte, aproximadamente entre o Cabo Cod em Massachusetts a sul e a ilha do Cabo Sable no extremo sul da Nova Escócia a nordeste. Inclui a linha de costa dos estados de New Hampshire e Maine, nos Estados Unidos da América, bem como Massachusetts a norte do Cabo Cod, e as costas sul e oeste das províncias canadenses de New Brunswick e Nova Escócia respectivamente. A baía de Massachusetts e a baía de Fundy estão incluídas no sistema do golfo do Maine. Como tal, o golfo apresenta a maior variação de maré do planeta.